# Molho Mornay
O Molho Mornay descende do molho Béchamel e surgiu, pela primeira vez, num restaurante parisiense do séc. XIX (e ainda hoje um dos grandes restaurantes parisienses), Le Grand Véfour nas arcadas do Palais-Royal em Paris, onde foi apresentado pelo marquês de Mornay e seu irmão, o conde Charles. Na verdade, a maior diferença entre este molho e o Béchamel, é o facto de este levar queijo picado ou ralado e gema de ovo para a sua confecção. Normalmente, consiste em metade gruyère e metade  parmesão, apesar de, em algumas variações, ser usado diferentes combinações de queijo Gruyère, emental, ou cheddar branco. Este molho é muitas vezes servido com frutos do mar, peixe, aves ou vegetais, mas é em gratinados e massas que é mais utilizado.